# Arctia basaliconfluens
Arctia basaliconfluens là một loài bướm đêm thuộc phân họ Arctiinae, họ Erebidae.